# Europaplein
Europaplein (« Place de l'Europe » en néerlandais) est une place de la ville d'Amsterdam aux Pays-Bas. Le RAI Amsterdam se trouve sur la place.
De 1935 à 1958, la place s'appelait la Westerscheldeplein (« Place de l'Escaut occidental »). La place a été construite dans les années 1930 à l'extrémité ouest de la Zuider Amstellaan, aujourd'hui la Rooseveltlaan. Le 16 juillet 1958, la place a été renommée sur le continent de l'Europe en réponse à une résolution de l'Assemblée parlementaire du Conseil de l'Europe en 1957, où a été demandé à chaque municipalité en Europe de mentionner l'Europe dans une rue ou place.